# Sant Second
Sant Second (italià San Secondo di Pinerolo, piemontès San Second) és un municipi italià, situat a la ciutat metropolitana de Torí, a la regió del Piemont. L'any 2007 tenia 3.403 habitants. Està situat al Pinerolese, una de les Valls Occitanes. Limita amb els municipis de Bricherasio, Osasco, Pineròl, las Pòrtas, Prarustin i Sant German de Cluson.

## Administració
| Període | Identitat   | Partit        |
| ------- | ----------- | ------------- |
| 2004-   | Paolo Cozzo | Llista cívica |